# 僕らのオムニバスソングス
『僕らのオムニバスソングス』（ぼくらのオムニバスソングス）とは、アール・エフ・ラジオ日本で放送される音楽番組・情報番組である。

## 概要
30歳代～40歳代に「懐かしい」と思われる曲を毎回テーマを決めて番組独自に選曲してオンエアする。主にアイドル歌謡・歌謡曲といったJ-POP系を中心にオンエアする。

## パーソナリティ
- 加藤裕介

## 放送時間
2009年 - 2012年9月29日。
- アール・エフ・ラジオ日本 - 水曜日 24:00 - 24:30（木曜日0:00 - 0:30）・再放送土曜日27:00 - 27:30（日曜日3:00 - 3:30）
幾度となく放送時間を変更したり、再放送枠も出来たり消滅したりと放送時間は不安定である。

## テーマ曲
- 「ラジオ・デイズ」佐野元春

| アール・エフ・ラジオ日本 水曜日 24:00 - 24:30 | アール・エフ・ラジオ日本 水曜日 24:00 - 24:30 | アール・エフ・ラジオ日本 水曜日 24:00 - 24:30 |
| 前番組                                        | 番組名                                        | 次番組                                        |
| --------------------------------------------- | --------------------------------------------- | --------------------------------------------- |
| テイチクアワー                                | 僕らのオムニバスソングス                      | -                                             |